# RRNAエンドヌクレアーゼ
rRNAエンドヌクレアーゼ(RRNA endonuclease、EC 3.1.27.10)は、以下の化学反応を触媒する酵素である。
ラットのリボソーム由来の28S rRNAにある特定の位置のグアノシン残基とアデノシン残基の間のホスホジエステル結合を加水分解する。
この酵素は、細菌のrRNAに対しても作用する。